# Međugorje - Stružnica
Međugorje - Stružnica este o arie protejată (sit de importanță comunitară — SCI) din Croația întinsă pe o suprafață de 420,08 ha, integral pe uscat.

## Localizare
Centrul sitului Međugorje - Stružnica este situat la coordonatele 44°31′00″N 15°53′54″E / 44.516574°N 15.898373°E.

## Înființare
Situl Međugorje - Stružnica a fost declarat sit de importanță comunitară în iulie 2013 pentru a proteja 1 specie de plante.

## Biodiversitate
Situată în ecoregiunea alpină, aria protejată conține 1 habitat natural: Pajiști uscate din regiunea submediteraneeană estică (Scorzoneratalia villosae).
La baza desemnării sitului se află o specie protejată de  plante: Klasea lycopifolia.